# Cypselomorphae
Super-ordre
Les Cypselomorphae sont un clade d'oiseaux. Ce super-ordre comprend les ordres des Caprimulgiformes et Apodiformes.